# おおぐま座シータ星
おおぐま座θ星（英語: Theta Ursae Majoris）はおおぐま座にある恒星である。見かけの明るさは3.18等で、おおぐま座の中では明るい恒星である。年周視差の値に基づくと、地球からの距離は43.96光年になる。
1976年、Helmut A. AbtとSaul G. Levyは、おおぐま座θ星に、公転周期371日で主星を公転する伴星がある事を発表した。しかし、1987年に、Christopher L. MorbeyとRoger F. Griffinは、これはデータの偶然だけで十分に説明出来るとして、伴星は存在しないと指摘した。2009年にアリゾナ州にあるBok望遠鏡で観測が行われ180m/sの視線速度を検知したが、ケプラー軌道を裏付けるのにはっきりとした結果は得られなかった。また、おおくま座θ星から約4.1度離れた位置には14等級の3重連星系があるが、これらは見かけの二重星とされている。
おおぐま座θ星はスペクトル型F6IVの準巨星とされてきた。しかし、2009年にHelmut A. Abtは、おおぐま座θ星はまだ主系列星の段階にあると主張し、それを踏まえて、スペクトル型をF7Vとしている場合もある。質量は太陽の1.41倍、半径は約2.5倍である。太陽よりも、光度は大きく、誕生から22億年が経過しているとされている。表面温度は約6,300Kである。おおぐま座θ星はF型主系列星なので、肉眼では、黄白色に光って見える。
マクドナルド天文台の研究チームは0.05-5.2auの範囲に0.24-4.6木星質量の惑星が存在していると主張している。

## 名称
- アラビアでは、θ星はτ星、23番星、υ星、φ星、18番星、15番星と共に、Sarīr Banāt al-Na'shという一つの星群を構成している[16]。

- 中国では、おおぐま座θ星は紫微垣にある文昌（中国語版）という星官に属する4番目の恒星として、文昌四と表記される[17]。